# José Anthony Torres
José Mario Anthony Torres (27 agosto 1972) è un ex calciatore panamense, di ruolo difensore.

## Carriera

### Club
Ha giocato nel campionato dell'Honduras, in quello iraniano, guatemalteca e panamense.

### Nazionale
Con la maglia della Nazionale ha collezionato 68 presenze tra il 2000 e il 2009.